# Крџали
Крџали (буг. Кърджали, тур. Kırcaali) град је у Републици Бугарској, у јужном делу земље. Град је управно седиште Крџалијске области.
Крџали је највеће претежно муслиманско и претежно турско насеље у Бугарској.

## Географија
Град Крџали се налази у јужном делу Бугарске. Од престонице Софије град је удаљен око 260 km, а од најближег већег града, Пловдива, око 80 km.
Област Крџалија налази се у области Тракије. Град се налази у делу источних Родопа, на месту где планине прелазе у источно побрђе. Град се простире на обе обале реке Арде, на којој се налази оближње велико вештачко језеро, настало градњом Крџалијске бране.
Клима у граду је измењено континентална са приметним утицајима средоземне са не тако далеког Егејског мора.

## Историја
Крџали је првобитно био трачко насеље са сличним називом. На 15 km од овог родопског града се налази познати трачански град Перперикон. У 1. веку п. н. е. ово подручје осваја стари Рим.
Током првог дела средњег века област Крџалија била је у саставу Византије, а насеље се звало Архидос. Од 9. века до 1450. године област је у прекидима била и у саставу средњовековне Бугарске, а затим је крајем 14. века пала под власт Османлија.
Већ на почетку турске освајања Балкана у области Крџалија населила су се турска племена, а њихови потомци и данас су претежно становништво Крџалија и околине.
Године 1912. град је постао део савремене бугарске државе. Тада готово искључиво заостали турски град почео је добијати савремене црте.

## Становништво
По проценама из 2007. године град Крџали је имао око 47.000 становника. Већина градског становништва су етнички Турци (62%) и ово је највеће претежно турско насеље у држави. Турци су били готово искључиво становништво града до његовог прикључења Бугарској 1912. године. Етнички Бугари чине 31% становништва и они су мањом насељени током 20. века. Остатак су малобројни Роми (3%).
Последњих 20ак година град је губио становништво због удаљености од главних токова развоја у земљи и исељавања Турака у матицу. Прикључење Бугарске Европској унији и оживљање привреде довели су до обрнутог кретања становништва, пошто се исељено турско становништво стало враћати.
Претежна вероисповест становништва је ислам (2/3), а мањинска православна (1/3).

## Познати
- Иво Папазов, музичар

## Партнерски градови
- Текирдаг
- Измир
- Владимир